# André Le Breton
André Le Breton (Parigi, 2 settembre 1708 – Parigi, 5 ottobre 1779) è stato un tipografo, editore e libraio francese, passato alla storia in quanto fu all'origine dell'iniziativa che condusse alla compilazione dell'Enciclopedia o Dizionario ragionato delle scienze, delle arti e dei mestieri di Diderot e d'Alembert.

## Biografia
Editore e tipografo, oltre che libraio, Le Breton può essere anche annoverato nel numero degli enciclopedisti in quanto autore della voce "encre" (inchiostro) dell'Encyclopédie. Coadiuvato nell'impresa editoriale vera e propria da Michel-Antoine David, Laurent Durand e Antoine-Claude Briasson, Le Breton, tuttavia, agì primariamente e principalmente come editore, entrando più di una volta in contrasto con Diderot.
Il grande sogno di Le Breton era quello di far arrivare anche in Francia un'enciclopedia; così da riuscire a smuovere, ancora di più, quella che era l'opinione del popolo. L'impresa prese avvio nel 1745, quando le Breton decise di pubblicare una traduzione della Cyclopaedia di Ephraim Chambers, pubblicata in Gran Bretagna nel 1728. In un primo tempo Le Breton si affidò alla collaborazione di Jean Paul de Gua de Malves come direttore editoriale dell'opera, ma già nel 1747 questi rinunciò all'incarico, che fu assunto da quel momento a tempo pieno da Diderot.
Preoccupato della censura reale e delle critiche cui l'enciclopedia era sottoposta da parte degli ambienti conservatori, Le Breton, responsabile della stampa, prese ad esaminare sistematicamente il lavoro che gli veniva sottoposto ed a censurarlo di sua iniziativa - provvedendo a far sparire gli originali manoscritti -  laddove lo riteneva appropriato in base al proprio giudizio, allo scopo di preservare l'opera nel suo insieme dalla concreta prospettiva di un sequestro della stessa. 
Accusato di aver bruciato e distrutto per sempre e senza rimedio i testi originali dell'opera sin dal XVIII secolo, Le Breton fu almeno parzialmente riabilitato quando molto più tardi fu scoperto che, al contrario, egli aveva invece conservato copia di essi. Nel XX secolo vennero infatti ritrovate le minute suppostamente distrutte e ciò consentì di studiare nel dettaglio l'estensione dei tagli censori operati dall'editore. Fu così possibile stabilire che, tra le voci dell'Enciclopedia più sottoposte a censura, vi erano quella dedicate ai Saraceni o Arabi e quella sulla Filosofia pirroniana; nel modificare quest'ultimo Le Breton fece in modo di attenuare il favore mostrato da Diderot - che l'aveva compilata - nei confronti di Pierre Bayle un filosofo del XVII secolo le cui posizioni erano considerate largamente inaccettabili.